# بي فور يو
بي فور يو (بالإنجليزية: B4U) هي شبكة تلفزيونية تركز على الترفيه القائم على بوليوود. تقوم الشبكة بتشغيل القنوات السبعة بي فور يو ميوزيك، بي فور يو موفيز، بي فور يو كاداك، بي فور يو البوجبورية، بي فور يو أفلام، بي فور يو بلاس، بي فور يو هيتز، المتوفرة حاليًا على أكثر من 8 أقمار صناعية مختلفة، في أكثر من 100 دولة في الأمريكتين وأوروبا والشرق الأوسط وإفريقيا وآسيا. بالإضافة إلى ذلك، تدير الشركة شركة بي فور يو موشن بيكتشرز، وهي شركة تابعة للإنتاج الإعلامي والترفيهي.

## تاريخ
في عام 1999، أطلقت الشبكة المشكلة حديثًا بي فور يو موفيز وبي فور يو ميوزيك في المملكة المتحدة على منصة سكاي ديجيتال كحزمة اشتراك مع سوني للترفيه والتلفزيون. كان الإطلاق محاطًا بالجدل، حيث ادعت شبكة زي تي في المنافسة أن بي فور يو قد سرقت قاعدة بيانات المشتركين الخاصة بها في المملكة المتحدة. ادعت إدارة بي فور يو أنها حصلت على قاعدة البيانات من موظفين سابقين واستخدمتها لإرسال رسائل بريدية للترويج لخدمتها. وفي عام 2001، واصلت الشبكة إطلاق القنوات في الولايات المتحدة وكندا والشرق الأوسط بحلول نهاية العام.
بحلول عام 2000، أثبتت بي فور يو نفسها كعلامة تجارية رائدة في مجال الترفيه في بوليوود للمغتربين الهنود. وقعت بي فور يو صفقة مع أف تي في لبث عروض الأزياء الهندية في جميع أنحاء العالم بالإضافة إلى المزيد من الأحداث المحلية. في عام 2001، فازت الشبكة بـ 9 جوائز بروماكس. ثم دخلت الشبكة في إنتاج الأفلام في عام 2002، وشاركت في إنتاج جميع الأفلام التي تنتجها أي دريم.

## القنوات التلفزيونية

### بي فور يو ميوزيك

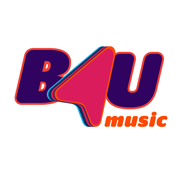

بي فور يو ميوزيك (بالإنجليزية: B4U Music) هي قناة تلفزيونية موسيقية مجانية في الهند والعالمية مملوكة لشبكة بي فور يو المحدودة. تبث القناة مزيجًا من موسيقى بوليوود المعاصرة والإنديبوب والبانجرا والموسيقى العالمية. تتضمن البرامج مقابلات مع المشاهير وملفات تعريف الفنانين والحفلات الموسيقية وقوائم الرسوم البيانية، بالإضافة إلى عروض طلبات الفيديو.تبث القناة مزيجًا من موسيقى بوليوود المعاصرة والإنديبوب والبانجرا والموسيقى العالمية. تتضمن البرامج مقابلات مع المشاهير وملفات تعريف الفنانين والحفلات الموسيقية وقوائم الرسوم البيانية، بالإضافة إلى عروض طلبات الفيديو.

### بي فور يو موفيز

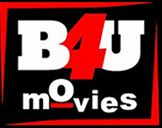

بي فور يو موفيز (بالإنجليزية: B4U Movies) هي قناة تلفزيونية رقمية للأفلام الهندية مجانية ومقرها في مومباي ومتوفرة على أكثر من 8 أقمار صناعية مختلفة في أكثر من 100 دولة بما في ذلك الولايات المتحدة والمملكة المتحدة وأوروبا والشرق الأوسط وأفريقيا وموريشيوس وكندا والهند. تبث القناة مزيجا من الأفلام الهندية الكلاسيكية والمعاصرة.

### بي فور يو أفلام

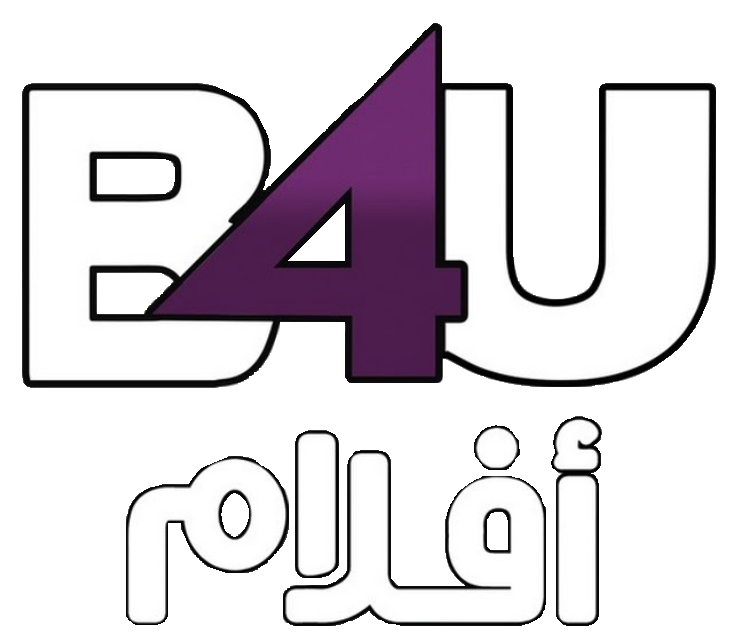

بي فور يو أفلام (بالإنجليزية: B4U Aflam) هي قناة تلفزيونية عربية للأفلام الهندية مترجم إلى العربية والمسلسلات التركية مدبلج إلى العربية وتبث في الشرق الأوسط أفتتح القناة في 2013 وأوقفت القناة في 2023

### بي فور يو بلاس

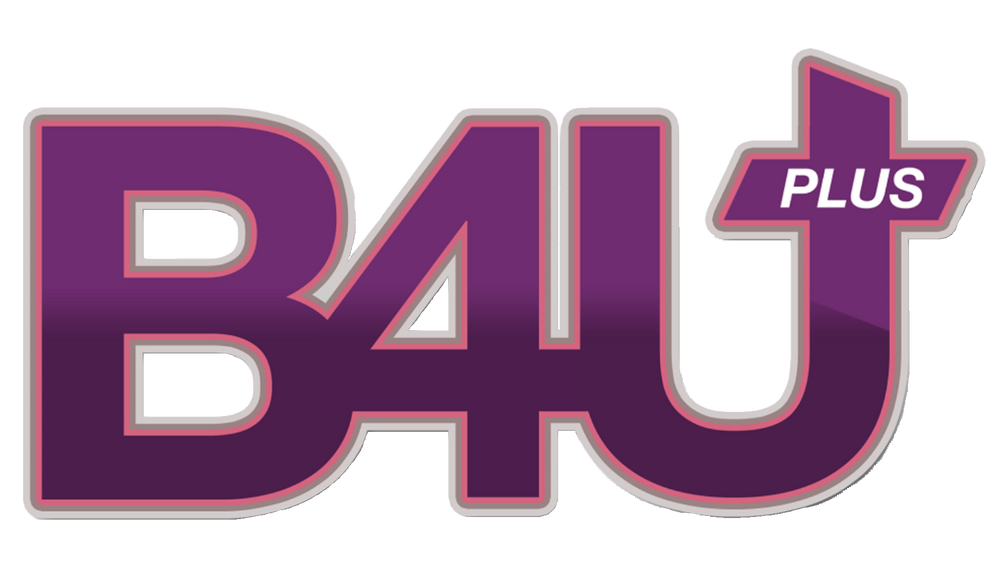

بي فور يو بلاس (بالإنجليزية: B4U Plus) والمعروفة سابقا باسم أبو ظبي بلاس (بالإنجليزية: Abu Dhabi Plus) وقبل ذلك بلاس تي في (بالإنجليزية: Plus TV) هي قناة تلفزيونية ترفيهية إنجليزية للأفلام الهندية ومسلسلات باكستانية في الشرق الأوسط والمملكة المتحدة. في المملكة المتحدة انطلقت القناة في 12 أغسطس 2013 لشبكة بي فور يو و سكاي نتورك وفي الإمارات العربية المتحدة انطلقت القناة في 15 سبتمبر 2015 الثالثة بعد منتصف الليل بتوقيت الإمارات لشبكة بي فور يو و شبكة أبو ظبي للإعلام.

### قنوات تبث حالياً

#### الهندية
| قناة                 | انطلقت | لغة        | فئة    |
| -------------------- | ------ | ---------- | ------ |
| بي فور يو ميوزيك     | 1999   | الهندية    | موسيقى |
| بي فور يو موفيز      | 1999   | الهندية    | أفلام  |
| بي فور يو كاداك      | 2019   | الهندية    | أفلام  |
| بي فور يو البوجبورية | 2019   | البهوجبرية | أفلام  |
| بي فور يو هيتز       | 2024   | الهندية    | موسيقى |

#### الدولية
| قناة           | انطلقت | لغة                 | فئة          |
| -------------- | ------ | ------------------- | ------------ |
| بي فور يو بلاس | 2015   | الهندية والإنجليزية | أفلام وترفيه |

### قنوات تم اغلاقها
| قناة                   | انطلقت | اغلقت | لغة     | فئة   |
| ---------------------- | ------ | ----- | ------- | ----- |
| بي فور يو تي في        | 2000   | 2001  | الهندية | ترفيه |
| أشيرواد كلاسيك         | 2013   | 2015  | الهندية | أفلام |
| موفي هاوس              | 2015   | 2019  | الهندية | أفلام |
| أفلام داماكا بي فور يو | 2022   | 2024  | الهندية | أفلام |
| بي فور يو أفلام        | 2013   | 2023  | العربية | أفلام |

## بي فور يو اليوم
كانت الشبكة هي الراعي الإعلامي لمهرجان ديوالي لعام 2007 في لندن في ميدان الطرف الأغر.

## أفلام بي فور يو
أفلام بي فور يو (المعروفة أيضًا باسم بي فور يو بروداكشنز) هي شركة فرعية مملوكة بالكامل لشركة بي فور يو تي في المحدودة، وهي شركة إنتاج إعلامي وترفيهي مقرها مومباي. بدأت الشركة في عام 1997، وتتولى إنتاج وتوزيع الصور المتحركة لشركة بي فور يو.
تنتج أفلام بي فور يو أفلامًا في بوليوود وكذلك في البنجاب، حيث تتعاون مع استوديوهات الأفلام الرائدة الأخرى. يقومون بتوزيع أفلام لوليوود أيضًا.
أنتجت لأول مرة بهاي، الذي قام ببطولته سونيل شيتي، قادر خان وكونال خيمو. في عام 2015 بدأوا بتوزيع الأفلام الباكستانية من خلال توزيع كراتشي سي لاهور في جميع أنحاء العالم. أحدث فيلم قاموا بتوزيعه كان الفيلم الكوميدي الرومانسي الباكستاني بطولة ماهيرا خان 7 دين محبات إن.